# Bocula obscurostola
Bocula obscurostola là một loài bướm đêm thuộc họ Noctuidae. Nó được tìm thấy ở Borneo.